# Landsort

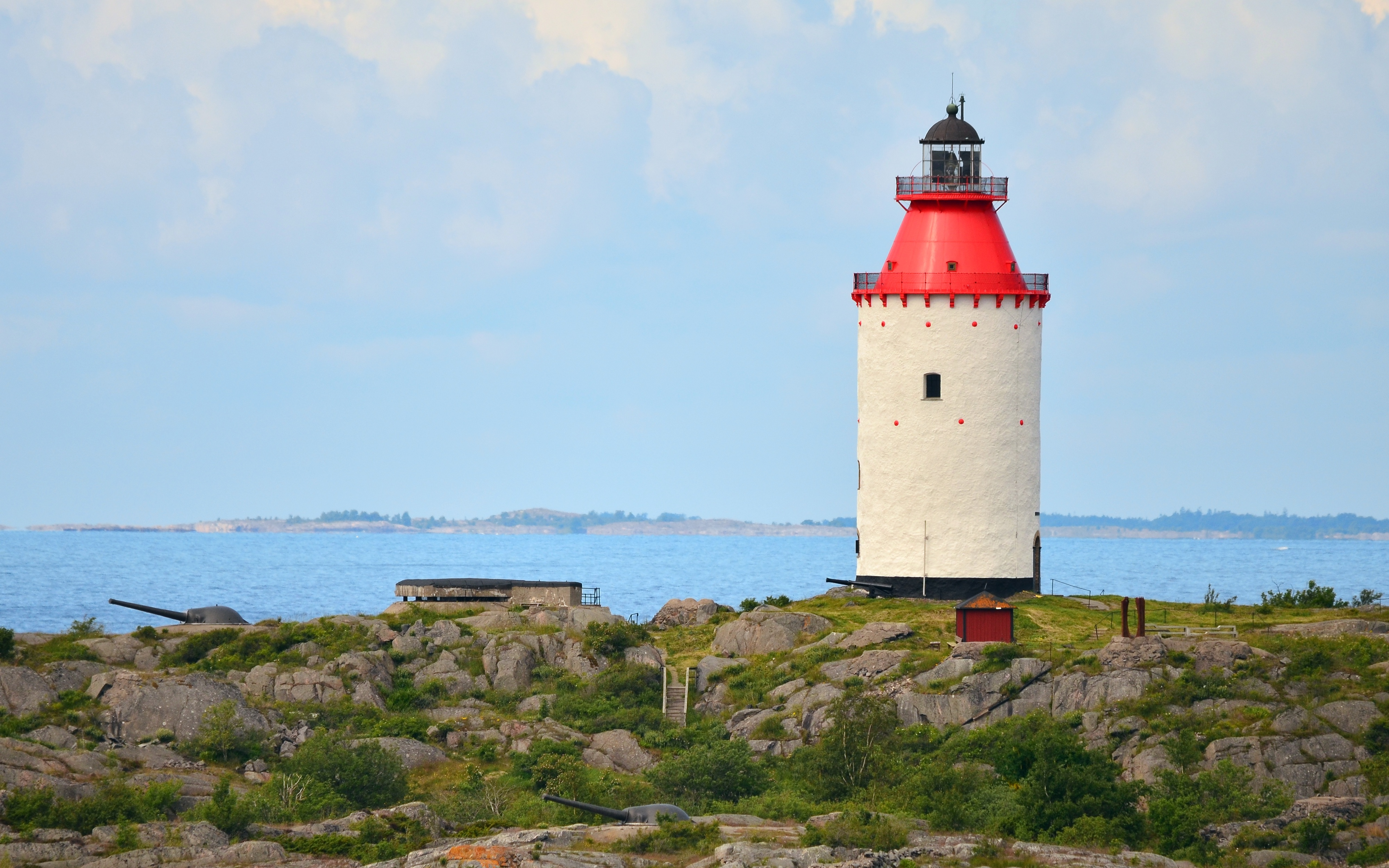
Landsorts fyr med ledningsbunkern och två av pjäserna i 15,2 cm-batteriet.

Landsort är en fyr på ön Öja söder om Torö i Torö socken i Nynäshamns kommun och i Stockholms södra skärgård. Landsort förekommer även som namn på hela ön. Den är smal och långsträckt, 600 meter som bredast och drygt 4 kilometer lång. Dess norra delar har täta skogsområden med buskmarker. I södra delen ligger Landsorts by. Drygt 20 personer är permanent boende.

## Historia

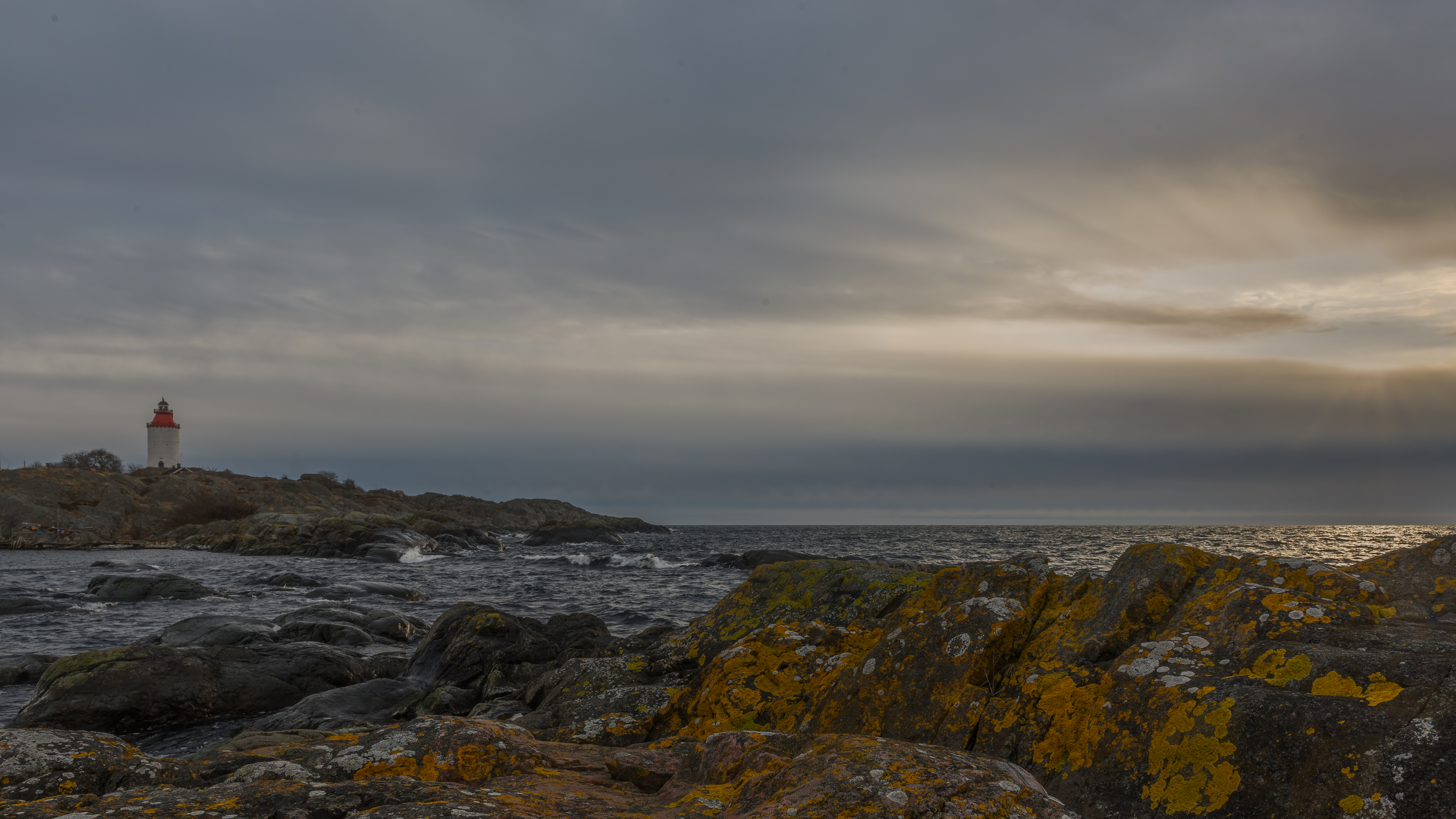
Landsort östra sida med fyren i bakgrunden.

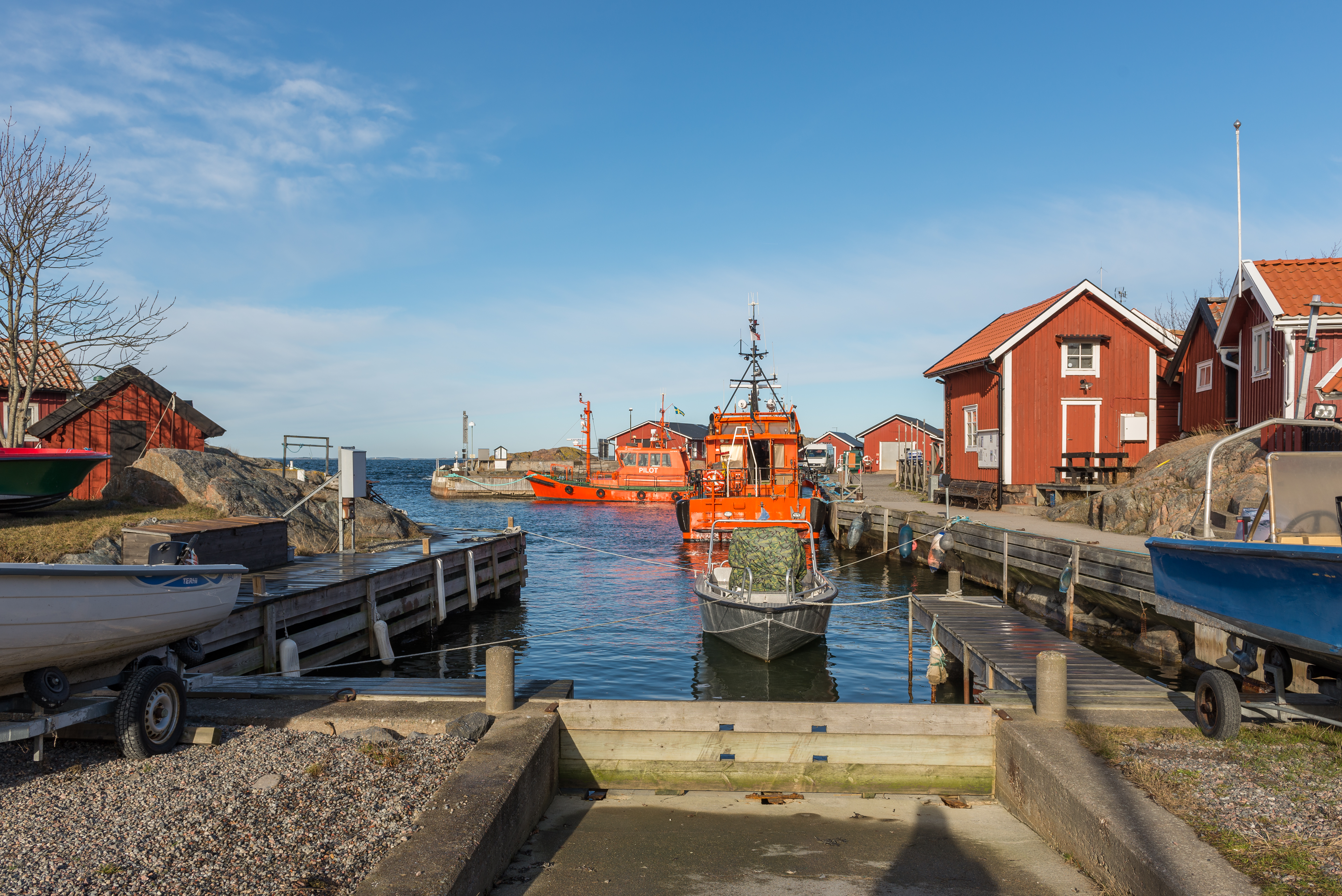
Lotsstationen ligger i Västra hamnen.

Redan i Nordens första segelbeskrivning Kung Valdemars segelled omtalas ett Uthøi, vilket tidigare tolkats som Utö men av vissa forskare har antagits i stället syfta på Öja. 1454 tilldelas innevånarna i Trosa privilegier på rätten till fiske här, vilket betyder att fiske troligen bedrivits här sedan gammalt. Ett antal tomtningar på ön har arkeologiskt undersökts och C-14 daterats och visat sig härröra från någon gång mellan 600- och 1000-talet e. Kr., vilket visar att fisket här har gamla anor. Annars beskrivs Öja som fiskeläge första gången 1543 och vid mitten av 1550-talet skall ett 80-tal båtar legat ute på säsongsfiske här. Bredmar var troligen den viktigaste hamnen under denna tid innan den grundades upp. Säsongsfiskarna från Trosa kom i stället att ta upp Västerhamnen.
Omkring 1840 började lotsarna ta över Storhamn sedan staten köpt Öja från Fållnäs dit ön tidigare hörde. Stadsfiskarna i Trosa började välja andra farleder och i stället flyttade skola och skomakare från norra udden hit. Lotsarna ägnade sig även åt fiske och boskapsskötsel. 1877 flyttade tullstationen på Läskär längst ut på Torö till Storhamn. 1883 byggdes en räls mellan Öster- och Västerhamn för att kunna flytta båtarna mellan hamnarna och undvika att de förstördes av stormarna. I Österhamnen anordnades stormförtöjningar, men 1916 krossades trots detta en lotsbåt mot klipporna under en storm. Moderna vågbrytare har senare konstruerats i Västerhamnen som gör att den kan fungera som hamn oavsett väder. Landsorts kapell uppfördes 1939. Den är skänkt av Helge Ax:son Johnson och står norr om byn.
På Öja har huvuddelen av befolkningen annars inte direkt varit fiskare, utan lotsar, fyrtjänstemän, tullare och telegrafister. De flesta yrkesarbetande har haft statlig tjänst. Statliga verksamheter har kontinuerligt bedrivits på Öja alltsedan 1600-talet och den militära verksamheten är den sista. Skolan upphörde 1983.

### Lotsplats
År 1535 gavs ett kronohemman på Öja till Anders Bertilsson och hans arvingar mot att han verkade som lots i farleden också utprickade farlederna. Lotsbostället låg då på öns norra del, men 1778 bodde 14 lotsar och lotsdrängar vardera vid norra udden och Storhamn. Omkring 1840 började lotsarna i norr flytta från norra udden till Storhamn och från 1910 fanns inget kvar av bebyggelsen på norra udden. Naturliga hamnbassänger finns på både östra och västra sidan, däremellan löper en sänka på vars sidor bebyggelsen ligger grupperad. Här finns äldre knuttimrade stugor och en mångfald av bryggor, uthus och bodar. Söder om bykärnan finns modernare bostäder.
En vårdkase som fanns på Kasberget användes fram till 1861 som lotsutkik, men 1861 blåste den omkull och den ersattes då av ett lotspassningshus. Senare uppfördes även ett utkikstorn. År 1965 uppfördes den moderna lotsutkiken i betong, som var i bruk fram till 1990-talet. Den kom därefter att fungera som bed & breakfast och uthyras för konferenser. Från 1967 behövde lotsarna inte längre bo på Landsort, då lots måste begäras långt i förväg, vilket kom att minska öns betydelse som lotsplats.

### Landsorts fyr
På öns södra udde står Landsorts fyr, vilken är en av Sveriges äldsta bevarade fyrplatser. Den första fyren uppfördes på 1660-talet som ersättning för en äldre båk som tidigare stod på stället. Enligt annan uppgift blev den uppförd av en holländsk köpman Johan van der Hagen 1658. Fyren byggd av trä brann 1672 och en ny av sten uppfördes, vilken står kvar än idag. Fyren ägs av Sjöfartsverket.

### Fågelstation
Landsorts fågelstation ligger i Bredmar, norr om Landsorts by. Ringmärkning på Öja startade i slutet av 1970-talet i en liten skala och en förening bildades 1988. Förutom detta genomför personalen sträckräkning och fågelforskning. Landsort är en av Stockholms läns mest välkända fågellokaler och är en utpräglad sträcklokal, vilket gör att många rariteter har setts genom åren. I och med öns storlek och den kalla, rätt kala miljön, rastar inte så mycket fågel runt ön. Fågelsträcket går rakt över Landsort.

### Naturvårdsområde
Hela ön med angränsande vattenområden är sedan 1985 ett naturvårdsområde, Öja-Landsorts naturvårdsområde. Totalarean är 570 hektar varav land 173 hektar. Reservatsförvaltare är Skärgårdsstiftelsen och marken ägs av Statens fastighetsverk. Syftet med reservatet är "att bevara den värdefulla naturmiljön på Öja. Den obebyggda delen av ön skall bibehållas och endast smärre anläggningar och anordningar för allmänhetens friluftsliv skall tillåtas".

## Skulpturer på Landsort
Ett antal skulpturer finns på ön.
- Båk av Kristina Bergqvist-Selder, trä och skiffer
- Närhet av Ilkka Pärni, betong
- Vinklar av Anita Brusewitz-Hansson, brons
- Quinna av Ingrid Enarsson, sisalhampa
- Well av Ewert Fornäs, porfyr
- Vindarnas grotta av Eric Grate, kopparplåt
- Hus 109 av Lars-Åke Åberg, brons
- Optiskt koncept av Alexius Huber, rostfritt stål

## Övrigt

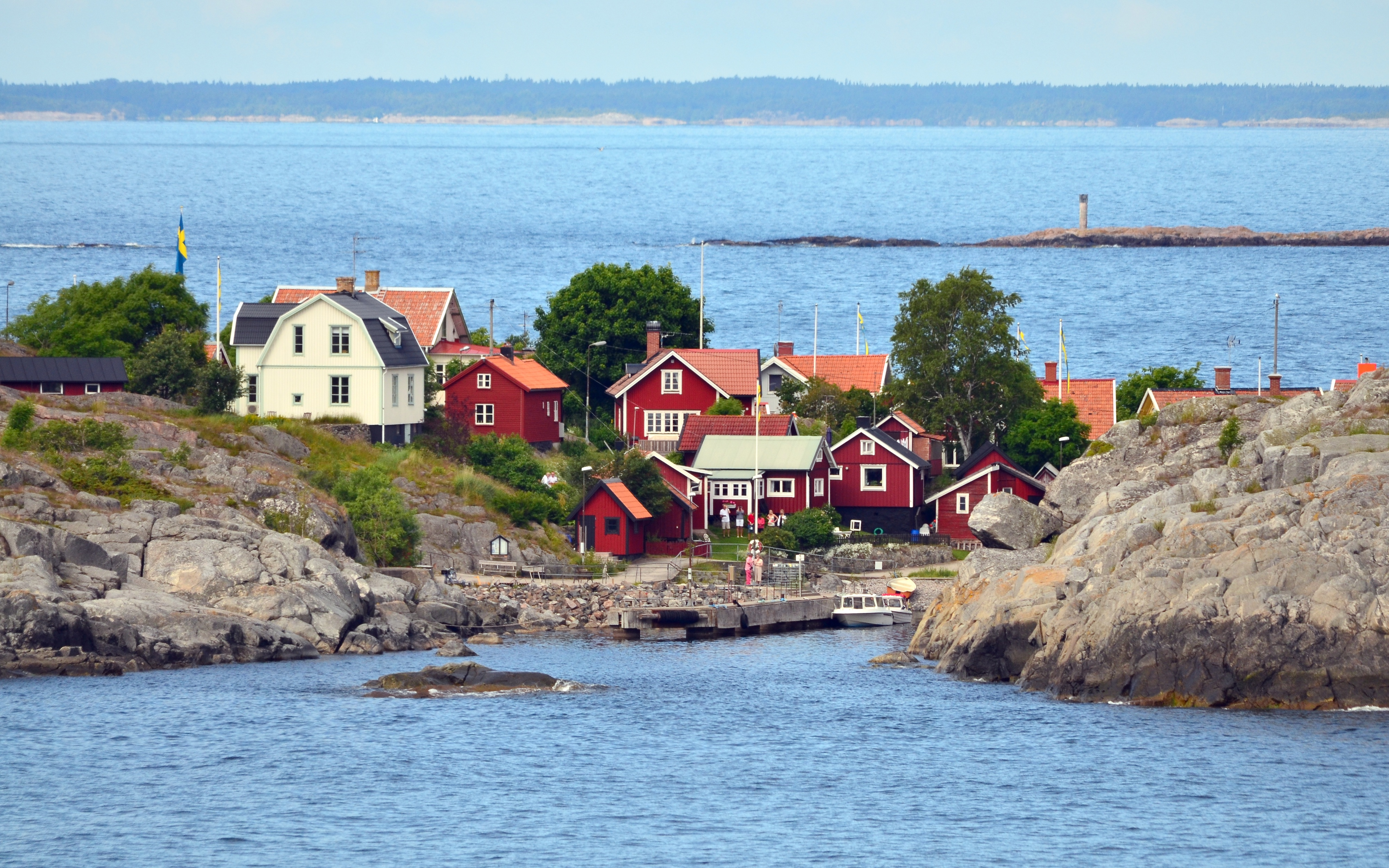
Östra hamnen, juni 2013.

Till Landsort tar man sig enklast med personfärjan M/S Stångskär (vid isläggning M/S Bamse) som på uppdragsbasis för Waxholmsbolaget bedriver färjetrafik året runt till Öja/Landsort från Ankarudden på Torö. Till Torö tar man sig enklast med bil eller buss 852 från Nynäshamns station.
I den före detta lotsutkiken vid Landsorts by finns det möjligheter att övernatta. Det finns även en restaurang och bed and breakfast samt vandrarhemmet kallat "Sista Utkiken", på södra delen av ön. I norr finns gäststugor i anslutning till gästhamnen. En grusväg på ungefär 3 kilometer löper från öns huvudby Storhamn i söder till gästhamnen på norra delen av ön. Ön erbjuder frodig växtlighet, kärr, gungflyn och vattenväxter. Här finns sällsynta orkidéer och botaniska rariteter som vitoxel, åkerbär och idegran.
Intill grusvägen mot norr finns en pestkyrkogård som anlades under peståren på 1700-talet. Inte långt därifrån ligger en fornminnesskyddad labyrint eller trojeborgen med ett tretusen år gammalt mönster.
Utanför Landsort ligger Östersjöns djupaste område, Landsortsdjupet, ett långsmalt område i nord-sydlig riktning, cirka 15 distansminuter rakt österut från Landsort. Den djupaste delen har vattendjup på mellan 440 och 460 meter.
Victor Sjöströms film Terje Vigen spelades in på Landsort.

## Bilder

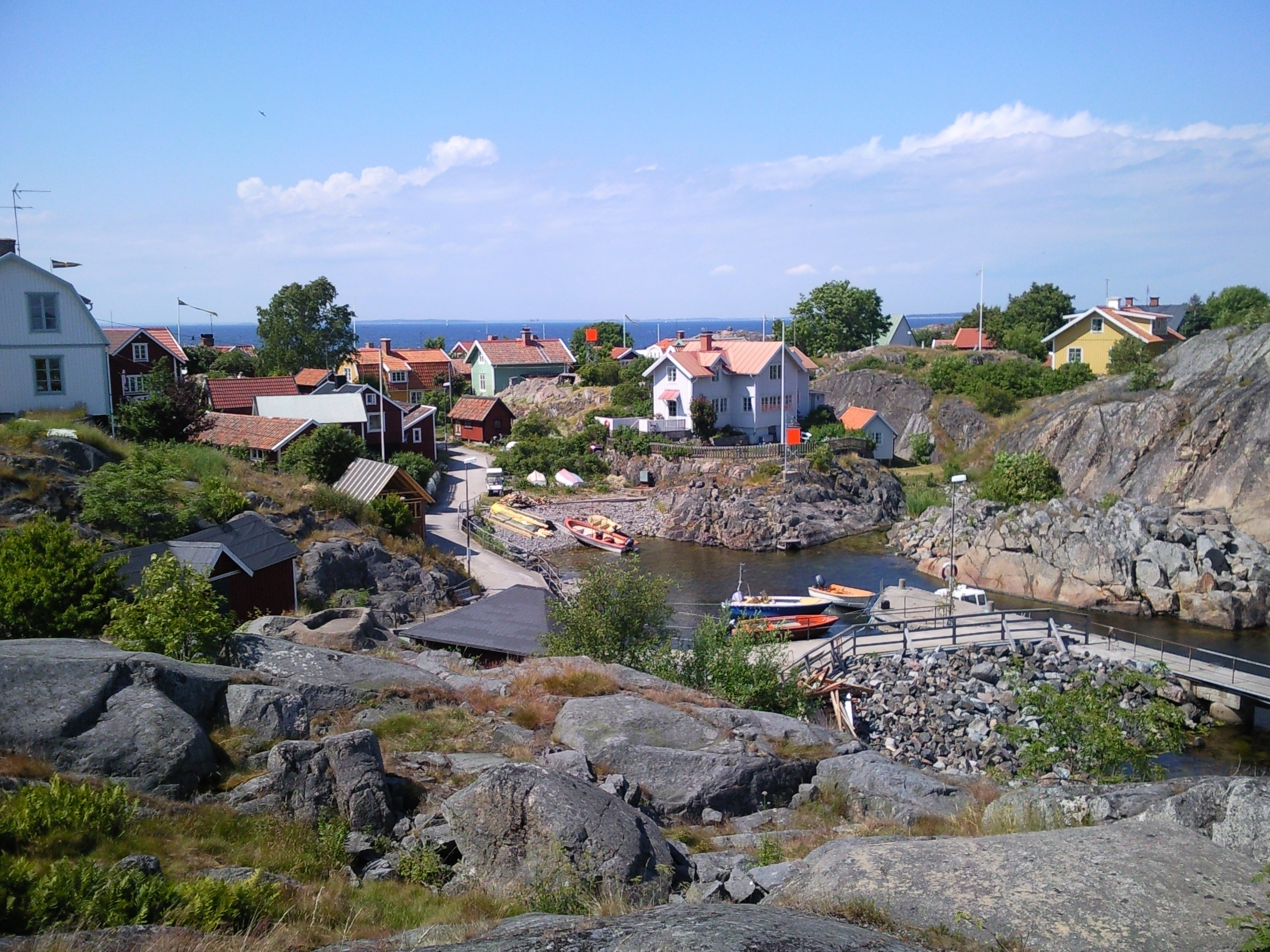
Vy över Landsort
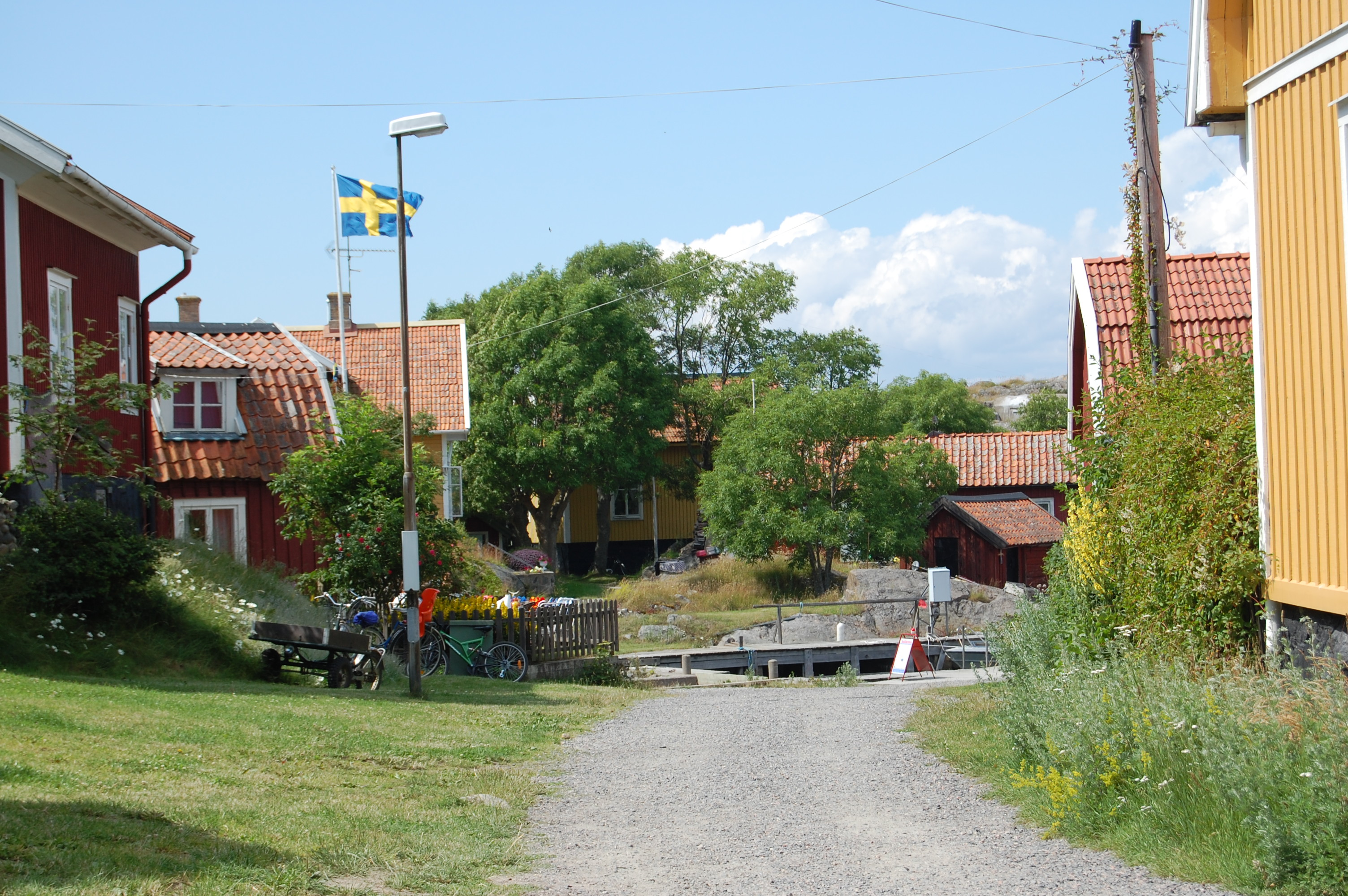
Landsorts by
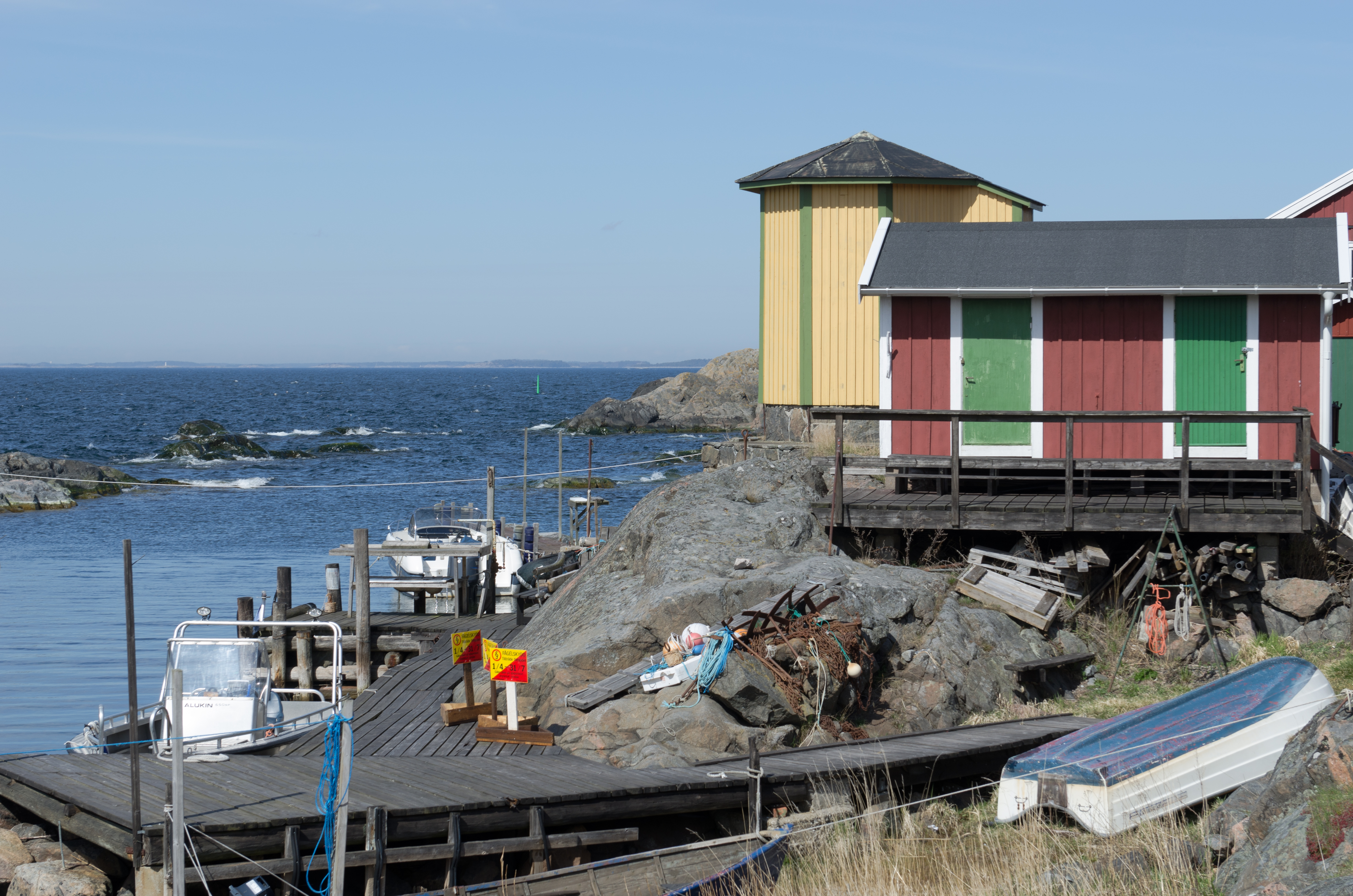
Sjöbodar och den gula mareografen som var i bruk 1888-2006.
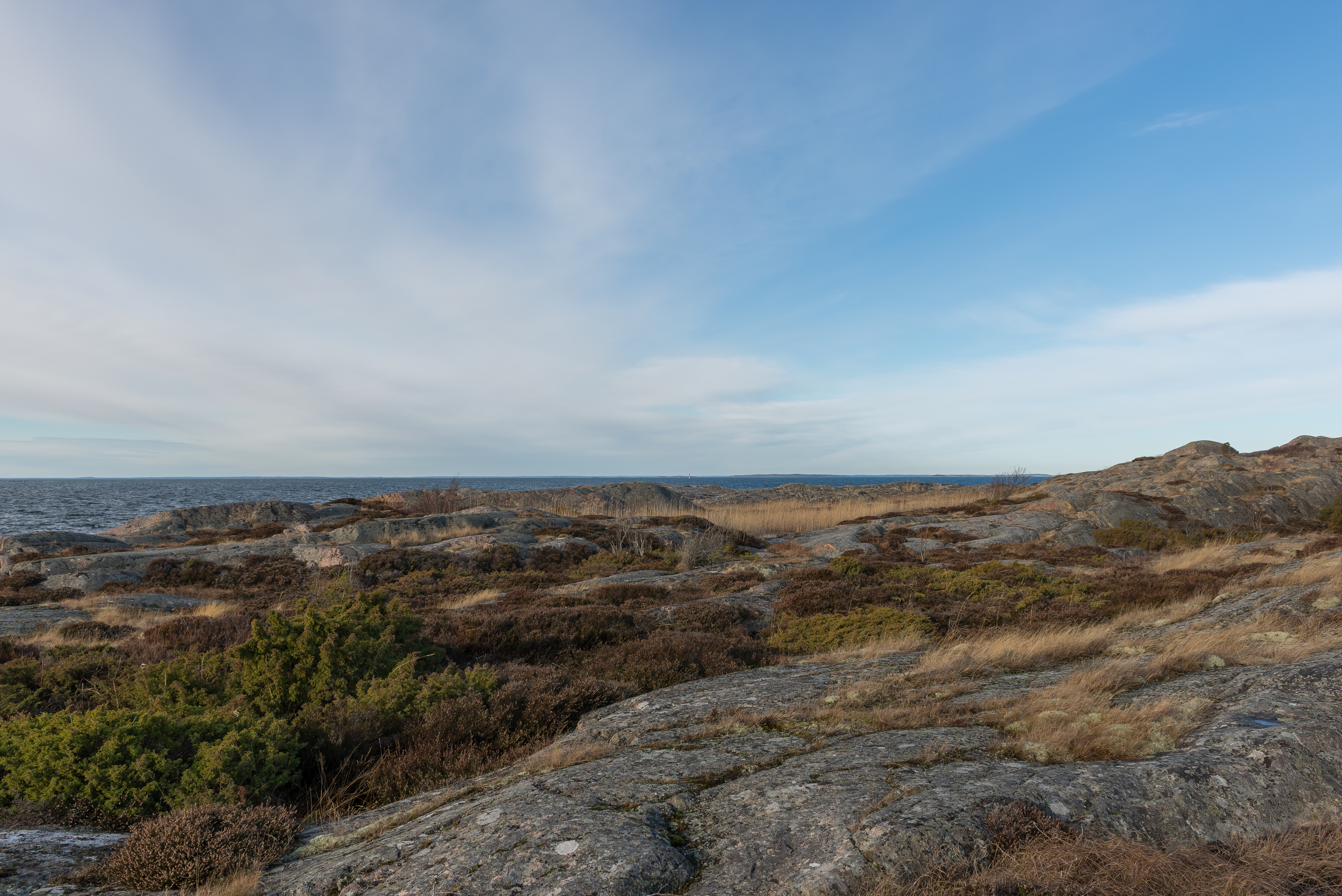
Landskap på norra Öja.
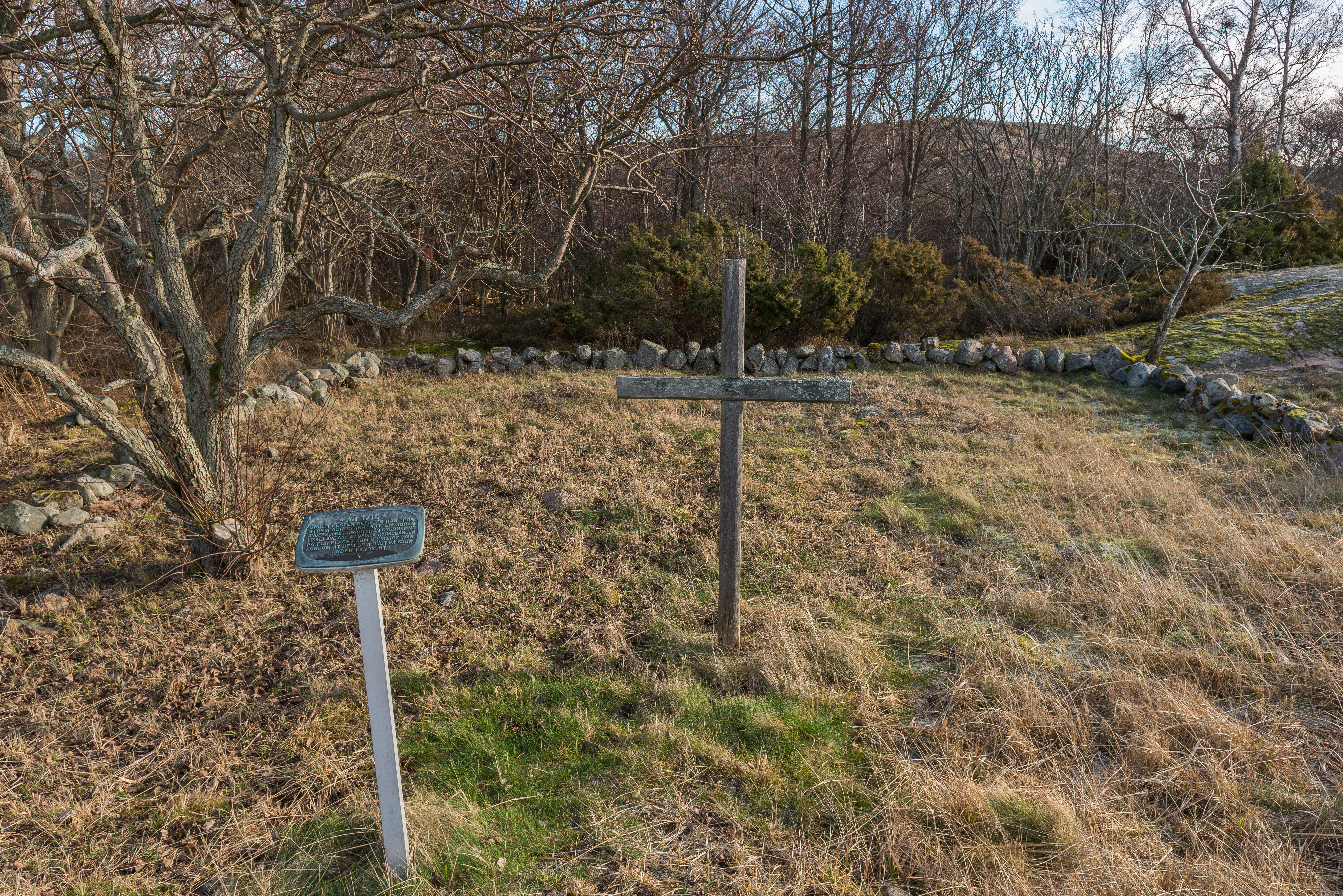
Pestkyrkogården på Öja